# Drepanotylus
Drepanotylus là một chi nhện trong họ Linyphiidae.